# Cep (bolet)
El cep o buixó (Boletus edulis, del llatí boletus: bolet) és una espècie de fong de l'ordre dels boletals (Boletales). És a la major part dels països europeus el bolet per excel·lència. És molt semblant al Boletus aestivalis i al siureny (Boletus aereus), amb el qual sovint se'l confon.
El fong creix en boscos caducifolis i coníferes i plantacions d'arbres, formant associacions ectomicorríziques simbiòtiques amb arbres vius envoltant les arrels subterrànies de l'arbre amb beines de teixit fúngic.
Valorat com a ingredient en diversos plats culinaris, B.edulis és un bolet comestible que es té en gran consideració en moltes cuines, es prepara i es menja habitualment en sopes, pasta o risotto. El bolet és baix en greixos i hidrats de carboni digeribles, i alt en proteïnes, vitamines, minerals i fibra dietètica. Encara que es ven comercialment, és molt difícil de conrear. Disponible fresc a la tardor a tot Europa i Rússia, sovint s'asseca, s'envasa i es distribueix a tot el món. Manté el seu sabor després de l'assecament, i després es reconstitueix i s'utilitza a la cuina. B. edulis és també un dels pocs fongs venut confitat.
El fong produeix cossos fruiters que porten espores sobre el sòl a l'estiu i a la tardor. El cos del fruit té un gran casquet marró que de vegades pot arribar a 30 cm, rarament a 40 cm de diàmetre i 3 kg de pes. Com altres bolets, té tubs que s'estenen cap avall des de la part inferior del casquet, en lloc de brànquies; les espores s'escapen en la maduresa a través de les obertures del tub o porus. La superfície del porus de B. edulis el cos del fruit és blanquinós quan és jove, però envelleix a un groc verdós. L'estipe gruixut, o tija, és de color blanc o groguenc, fins a 20 cm, rarament 30 cm d'alt i 10 cm de gruix i parcialment coberta amb un patró de xarxa elevat, o reticulacions.
Àmpliament distribuït a l'hemisferi nord d'Europa, Àsia i Amèrica del Nord, no es troba de manera natural a l'hemisferi sud, tot i que s'ha introduït al sud d'Àfrica, Austràlia, Nova Zelanda i Brasil. Diversos bolets europeus estretament relacionats abans es pensava que eren varietats o formes de B. edulis s'ha demostrat mitjançant l'anàlisi filogenètica molecular que són espècies diferents, i d'altres classificades anteriorment com a espècies separades són conespecífiques amb aquesta espècie. L'espècie occidental d'Amèrica del Nord coneguda comunament com el bolet rei de Califòrnia (Boletus edulis var. grandedulis) és una variant gran i de color més fosc identificada formalment per primera vegada el 2007.

## Taxonomia
El cep va ser descrit per primera vegada l'any 1782 pel botànic francès Pierre Bulliard i encara porta el seu nom original. La data d'inici de la taxonomia dels fongs s'havia fixat l'1 de gener de 1821, coincidint amb la data de les obres del 'pare de la micologia', el naturalista suec Elias Magnus Fries, que significava que el nom requeria el permís per part de Fries (indicat en el nom amb dos punts) per ser considerat vàlid, com el de Bulliard, treball anterior a aquesta data. Així es va escriure Boletus edulis Bull.: Fr. Una revisió de 1987 del Codi Internacional de Nomenclatura Botànica va fixar la data d'inici l'1 de maig de 1753, data de publicació de l'obra de Linné, l'Species Plantarum. Per tant, el nom ja no requereix la ratificació de l'autoritat de Fries. Els primers noms alternatius inclouen Boletus solidus del naturalista anglès James Sowerby el 1809, i Leccinum edule de Gray. La transferència de Gray de l'espècie a Leccinum es va determinar més tard que era incompatible amb les regles de la nomenclatura botànica, i aparentment no estava familiaritzat amb els treballs anteriors de Fries quan va publicar el seu arranjament d'espècies de bolets.
Boletus edulis és l'espècie tipus del gènere Boletus. En la classificació de Rolf Singer dels bolets Agaricales, també és l'espècie tipus de la secció Boletus, una agrupació d'uns 30 bolets emparentats units per diverses característiques: una carn blanca de gust suau que no canvia de color quan s'exposa a l'aire; un patró llis a clarament aixecat, en xarxa sobre almenys la part superior de la tija; una estampa d'espores de color groc-marró o marró oliva; tubs blancs que després es tornen groguencs i després verdosos, que inicialment semblen farcits de cotó; i cistidis que no són molt acolorits. L'anàlisi molecular publicada el 1997 va establir que els bolets es deriven tots d'un avantpassat comú i va establir els Boletales com un ordre separat dels Agaricales.
El nom genèric deriva del terme llatí bōlētus "bolet", que va ser manllevat al seu torn del grec antic βωλίτης, "fong terrestre". En última instància, aquesta darrera paraula deriva de bōlos /βῶλος "termoll", "bolet" i, metafòricament, "bolet". El βωλίτης de Galè, com el boletus d'escriptors llatins com Marcial, Sèneca i Petroni, sovint s'identifica com la molt apreciada Amanita caesarea . L' epítet específic edulis en llatí significa "menjable" o "comestible".

## Noms comuns

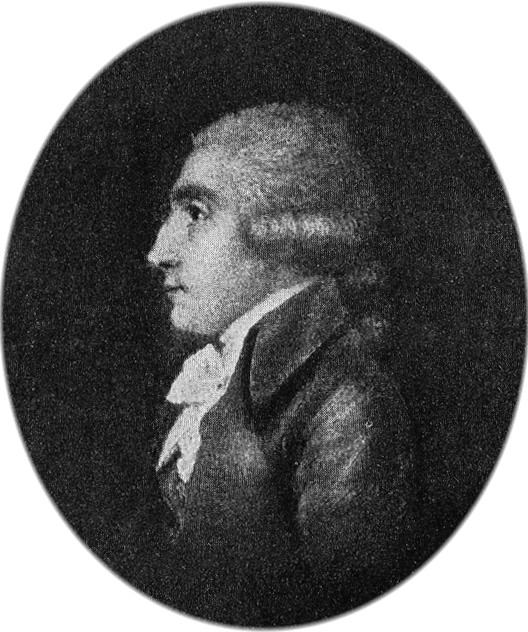
Pierre Bulliard va descriure per primera vegada B.edulis el 1782.

Els noms comuns de Boletus edulis varien segons la regió. El nom italià estàndard, porcino (pl. porcini), significa 'porcí'; fungo porcino, en italià, es fa ressò del terme suilli, literalment "bolets de porc", un terme utilitzat pels antics romans i encara s'utilitza a termes del sud d'Itàlia per a aquesta espècie. La derivació s'ha atribuït a la semblança dels cossos de fruites joves amb els garrins, o a l'afició que tenen els porcs per menjar-los. També es coneix com a rei bolete. El penny bun anglès fa referència a la seva forma arrodonida de color marró. El nom alemany Steinpilz (bolet de pedra) fa referència a la carn ferma de l'espècie. A Àustria, s'anomena Herrenpilz, el "bolet noble", mentre que a Mèxic, el nom en castellà és panza, que significa 'ventre'. Un altre nom castellà, rodellon, significa "roca rodona petita", mentre que el nom neerlandès, eekhoorntjesbrood significa "pa d'esquirol". Els noms russos són belyy grib (ru:белый гриб; "bolet blanc" en oposició als menys valuosos "bolets negres") i borovik (ru:боровик; de bor—"bosc de pins"). El nom vernacle cep deriva del català cep o del seu nom francès cèpe, tot i que aquest últim és un terme genèric que s'aplica a diverses espècies relacionades. A França, és més completament cèpe de Bordeaux, derivat del gascó cep 'tronc' per la seva tija grassa, en última instància del llatí cippus 'estaca'. Ceppatello, ceppatello buono, ceppatello bianco, giallo leonato, ghezzo i moreccio són noms dels dialectes italians, i ciurenys o surenys és un altre terme en català. El rei d'origen francès Carles XIV Joan va popularitzar B. edulis a Suècia després de 1818, i se'l reconeix amb el nom vernacle local Karljohanssvamp, així com el nom danès Karl Johan svamp. El monarca va conrear el fong al voltant de la seva residència, el Palau de Rosersberg.

## Descripció

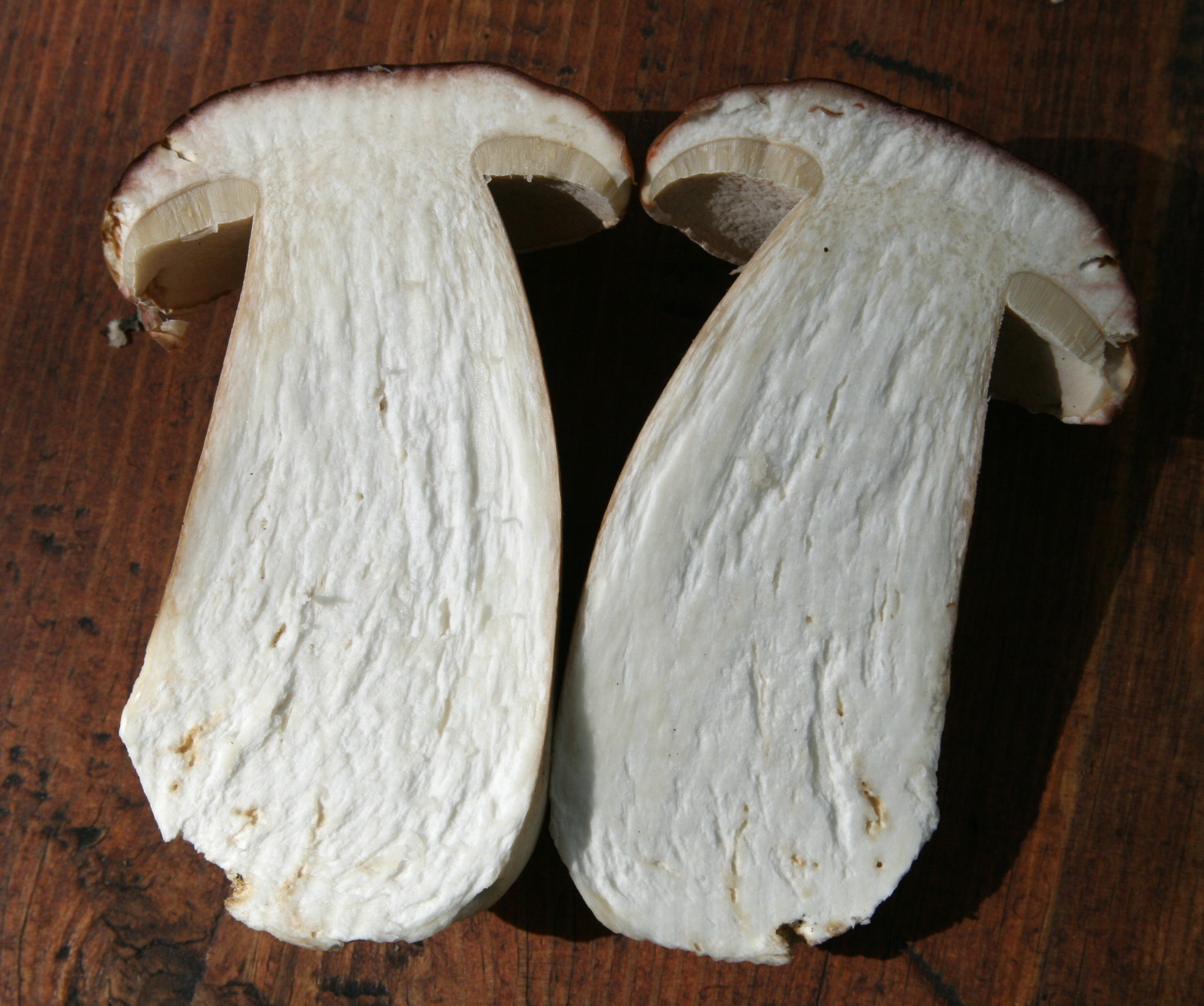
Secció transversal que mostra la carn blanca, la tija ampla i els tubs d'espores a la part inferior de la tapa

Capell primer hemisfèric i després convex-aplanat de color marró-castany de tonalitat força variable, d'aquest bolet és 7–30 cm d'ample a la maduresa. La superfície és lleugerament al tacte, viscosa i presenta rugositats. És de forma convexa quan és jove i s'aplana amb l'edat. El color és generalment marró vermellós que s'esvaeix a blanc a les zones properes al marge i continua enfosquint-se a mesura que madura. L'estípit, o tija, és de 8–25 cm d'alçada, i fins a 7 cm de gruix: bastant gran en comparació amb el capell; té forma de maça, o sobresurt al mig. El peu, color gris-avellana, és quasi ovoide i cilindrat en els exemplars adults. La carn és blanquinosa. La superfície inferior del capell està feta de tubs prims, el lloc de producció d'espores; ho són 1 a 2 cm    de profunditat i de color blanquinós quan és jove, però fins a un groc verdós quan és madur. Els porus angulars, que no es taquen quan són contusionats, són petits, aproximadament de 2 a 3 porus per mil·límetre. En la joventut, els porus són blancs i apareixen com farcits de cotó (que en realitat són micelis); a mesura que envelleixen, canvien de color a groc i més tard a marró. L'estampat d'espores és marró oliva. La polpa del cos del fruit és blanca, espessa i ferma quan és jove, però amb l'edat es torna una mica esponjosa. Quan es mor o es talla, no canvia de color o es torna d'un marró molt clar o vermell clar. Els exemplars totalment madurs poden pesar aproximadament 1 kg; un enorme exemplar recollit a l'⁣illa de Skye, Escòcia, el 1995 portava una gorra de 42 cm, amb un estípit de 18 cm d'alçada i 14 cm d'ample, i pesava 3,2 kg. Un exemplar de mida similar trobat a Polònia el 2013 va ser notícia internacional.
El cep es considera un dels bolets salvatges més segurs per recollir i menjar, ja que poques espècies verinoses s'hi assemblen molt, i les que ho fan es poden distingir fàcilment mitjançant un atent examen. El bolet verinós més semblant pot ser el bolet del diable (Rubroboletus satanas), que té una forma semblant, però que té la tija vermella i es taca de blau a les contusions. Sovint es confon amb el Tylopilus felleus molt amarg i desagradable, però es pot distingir per la reticulació de la tija; en el cep, és un dibuix blanquinós, semblant a una xarxa sobre una tija marró, mentre que és un dibuix fosc sobre blanc en aquest últim. Els ceps tenen els porus blanquinosos mentre que l'altre és rosat. En cas de dubte, si es tasta una mica de carn, donarà un gust amarg. També pot assemblar-se al Gyroporus castaneus "semblant a un bolet", que en general és més petit i té una tija més marró. El Boletus huronensis, un bolet poc comú del nord-est d'Amèrica del Nord, és un altre ésser semblant, conegut per causar trastorns gastrointestinals greus.
Les espores són el·líptiques en forma de fus, amb unes dimensions de 12-17 per 5-7 µm. Els basidis, les cèl·lules que porten espores, es produeixen en una capa que recobreix els tubs i s'organitzen de manera que els seus extrems estiguin orientats al centre del tub; aquesta capa de cèl·lules es coneix tècnicament com a himeni. Els basidis són de parets primes, majoritàriament units a quatre espores, i mesuren 25-30 per 8-10 µm. Un altre tipus de cèl·lules presents a l'himeni són els cistidis, cèl·lules estèrils més grans que sobresurten més enllà dels basidis cap a la llum de l'himeni, i actuen com a trampes d'aire, regulant la humitat. B.edulis té pleurocystidis (cistidis situats a la cara d'un porus) que són de parets primes, aproximadament en forma de fus fins a ventricosos, i mesuren 30-45 per 7-10 µm; el característic "embotit" de l'himeni és causat per queilocystidis, cèl·lules que es troben a les vores dels porus. Les hifes de B.edulis no tenen connexions de pinces.

### Espècies relacionades
Algunes espècies similars de color marró de vegades es consideren subespècies o formes d'aquest bolet. A Europa, a més de B. edulis (o cèpe de Bordeaux), els més populars són:
- Sureny fosc ("cep fosc"; Boletus aereus), molt més rar que B.edulis, és més apreciat pels gurmets i, per tant, més car. Normalment, més petit que B. edulis, també és de color més fosc.[21] És especialment indicat per a l'assecament.[42]
- Sureny ("cep de pi"; Boletus pinophilus o Boletus pinicola) creix entre els pins. Més rar que B. edulis, és menys apreciat pels gurmets que els altres dos tipus de ceps, però continua sent un bolet per sobre de la majoria dels altres.[42]
- Cep d'estiu ("cep d'estiu"; Boletus reticulatus), també menys comú i trobat anteriorment.[21]

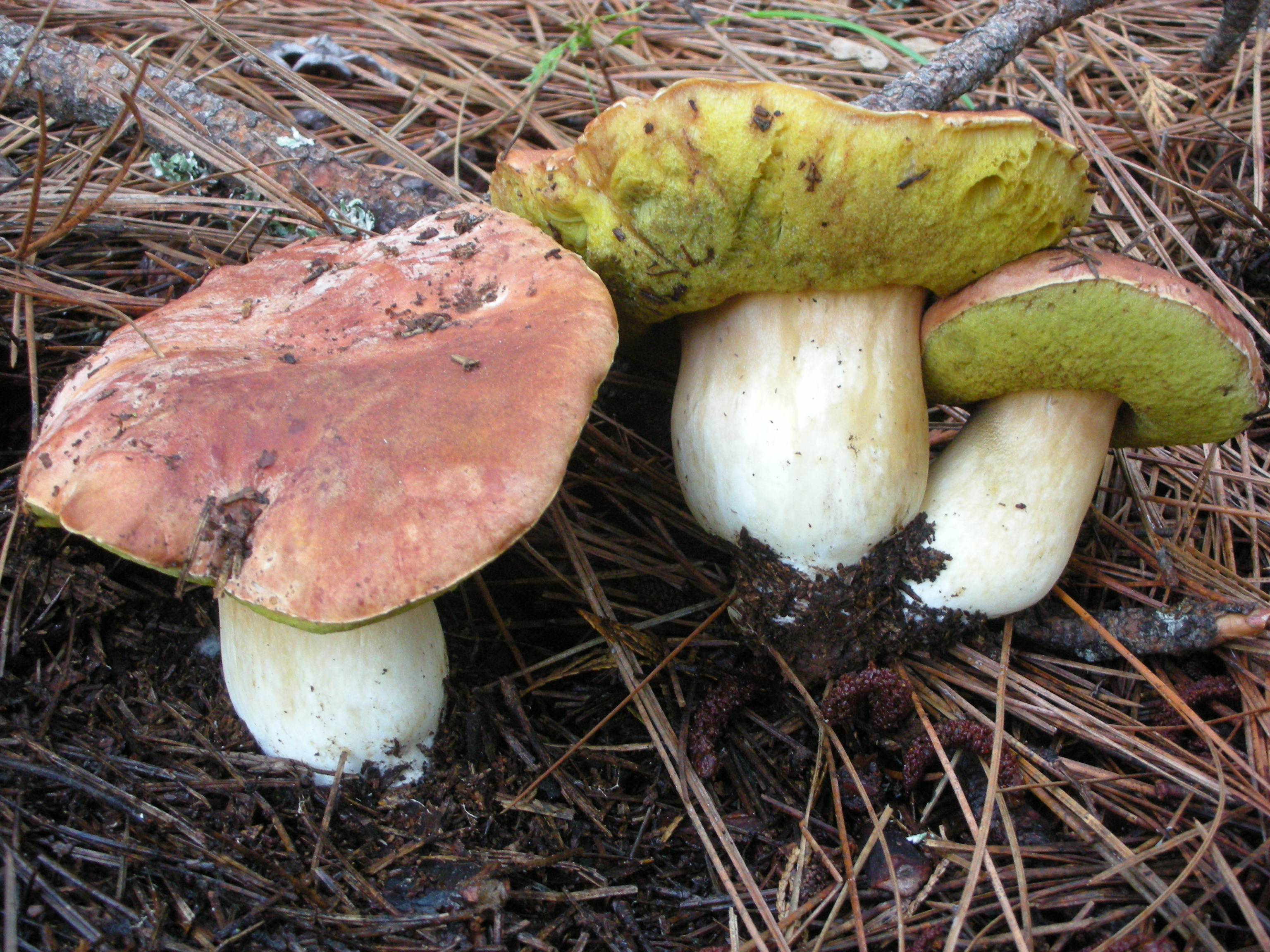
B. rex-veris

Les anàlisis filogenètiques moleculars han demostrat que aquestes tres són espècies diferents i separades; altres tàxons que abans es creien que eren espècies o subespècies úniques, com ara B. betulicola, B. chippewaensis, B. persones, B. quercicola i B. venturii, ara se sap que formen part d'un B. edulis complex d'espècies amb una àmplia gamma morfològica, ecològica i geogràfica, i que la variabilitat genètica en aquest complex és baixa. S'ha desenvolupat una tecnologia molecular similar per identificar de forma ràpida i precisa B. edulis i altres fongs comercialment importants.
Tres llinatges divergents trobats a la província de Yunnan a la Xina que es comercialitzen i venen habitualment com B. edulis (i en realitat estan més relacionats amb B. aereus ) es van descriure el 2013 com B.bainiugan, B.meiweiniuganjun i B.shiyong . La classificació s'ha actualitzat i ampliat des de llavors. Tots els llinatges encara són membres de la secta Boletus. Boletus, el sensu sticto "clade del Cep" del gènere.
L'oest d'Amèrica del Nord té diverses espècies estretament relacionades amb B. edulis. El bolet rei blanc (Boletus barrowsii), que es troba en alguns llocs de Colorado, Nou Mèxic, Arizona i Califòrnia (i possiblement a altres llocs), rep el nom del seu descobridor Chuck Barrows. És de color més clar que B. edulis, amb una gorra de color crema amb tons rosats; sovint micorrizada amb pi ponderosa, tendeix a créixer en zones on hi ha menys pluges. Alguns troben el seu sabor tan bo com si no millor que el B. edulis. El bolet rei de Califòrnia (Boletus edulis var. grandedulis) pot assolir proporcions massives i es distingeix de B. edulis per una superfície de porus madura que és de color marró a lleugerament vermellós. El color del casquet sembla estar afectat per la quantitat de llum rebuda durant el seu desenvolupament, i pot variar des del blanc en els exemplars joves que creixen sota dosel gruixut fins al marró fosc, marró vermellós o marró groc en aquells exemplars que reben més llum. La boleta reina (Boletus regineus), antigament considerada una varietat de B. aereus, també és un comestible escollit. Generalment, és més petit que B. edulis, i a diferència d'aquesta espècie, es troba normalment en boscos mixtos. El bolet rei de la primavera (Boletus rex-veris), antigament considerat una varietat de B. edulis o B. pinophilus, es troba a tot l'oest d'Amèrica del Nord. En contrast amb B. edulis, B. rex-veris tendeix a fructificar en cúmuls i, com el seu nom comú indica, apareix a la primavera. B. fibrillosus és comestible però es considera inferior en gust.

## Hàbitat i distribució

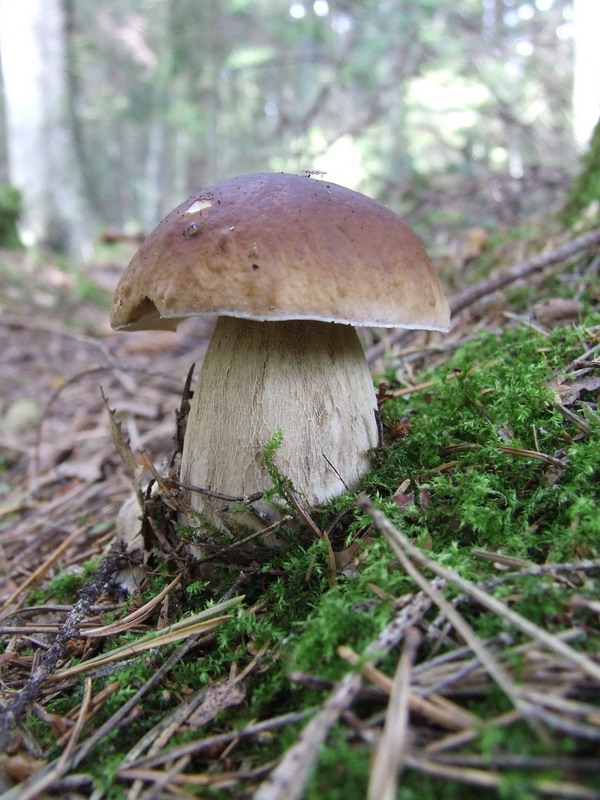
A Lituània

Es fan, de manera molt abundant quan les condicions són bones, en fagedes, rouredes i alzinars. Finals d'estiu, octubre fins a la tardor.
Els cossos fruiters dels Ceps poden créixer sols o en petits grups de dos o tres exemplars. L'hàbitat del bolet consta d'àrees dominades per pins (Pinus spp.), avets (Picea spp.), cicuta (Tsuga spp.) i avets (Abies spp.), encara que altres hostes inclouen castanyers, chinquapin, faigs, Keteleeria spp. , Lithocarpus spp., i roure . A Califòrnia, els ceps s'han recollit en una varietat de boscos, com ara boscos costaners, boscos d'alzines interiors secs, sabanes i boscos mixtos muntanyosos en una cota alta de l'interior, a una altitud de 3500 m. Al nord-oest de la península Ibèrica, són freqüents als matollars dominats per les espècies de Cistàcies Cistus ladanifer i Halimium lasianthum. A la regió del Midi del sud-oest de França, són especialment afavorits i localment anomenats cèpe de Bordeus pel nom de la ciutat des de la qual són comercialitzats al nord i a l'estranger.
El cep té una distribució cosmopolita, concentrada en regions temperades fredes a subtropicals. És comú a Europa —des del nord d'Escandinàvia, al sud fins a les extremitats de Grècia i Itàlia— i Amèrica del Nord, on la seva distribució meridional s'estén fins al sud fins a Mèxic. És molt coneguda a la zona de Borgotaro de Parma, Itàlia, i hi té l'estatus IGP. La distribució europea s'estén al nord fins a Escandinàvia i al sud fins al sud d'Itàlia i el Marroc. Al nord-oest del Pacífic americà, es pot trobar de maig a octubre. A la Xina, el bolet es pot trobar des del nord-est de Heilongjiang fins a l'altiplà de Yunnan-Guizhou i el Tibet. S'ha registrat que creix sota Pinus i Tsuga al Parc Nacional de Sagarmatha al Nepal, així com als boscos indis d'⁣Arunachal Pradesh. A l'Àsia occidental, l'espècie s'ha notificat als boscos del nord-oest de l'Iran.

### Cultiu
S'han fet alguns passos cap al cultiu del cep, inclosa la micorrització d'arbusts de jara millorada per bacteris auxiliars.

### Introduccions no natives
El cep creix en algunes zones on no es creu que en sigui indígena. Sovint es troba sota de roures i bedoll platejat a Hagley Park al centre de Christchurch, Nova Zelanda, on és probable que s'hi hagi introduït, probablement a les arrels dels faigs, bedolls i roures cultivats en contenidors a mitjans del  segle xix, en aquesta època es van començar a plantar arbres exòtics a la zona de Christchurch. De la mateixa manera, se n'han recollit a la regió d'Adelaide Hills d'Austràlia en associació amb tres espècies d'arbres introduïts. Ha estat creixent abundantment en associació amb boscos de pins al sud de KwaZulu-Natal Midlands a Sud-àfrica durant més de cinquanta anys i es creu que s'ha introduït amb la importació de pins. També creix a les plantacions de pins del veí Zimbàbue.

## Ecologia
El folklore italià sosté que els ceps broten en el moment de la lluna nova; els estudis de recerca han intentat investigar de manera més científica els factors que influeixen en la producció de cossos fruiters. Tot i que els cossos de fruites poden aparèixer en qualsevol moment des de l'estiu fins a la tardor (de juny a novembre al Regne Unit), se sap que el seu creixement és provocat per les pluges durant els períodes de clima càlid seguit de pluges freqüents de tardor amb una baixada de la temperatura del sòl. Les pluges per sobre de la mitjana poden provocar l'aparició ràpida d'un gran nombre de bolets, en el que en alguns cercles es coneix com a "any bollet". Un estudi de camp de 2004 va indicar que la producció de cos de fruites es veu millorada per un hàbitat de fusta obert i assolellat, corroborant una observació anterior feta en un estudi de Zimbàbue; l'eliminació de la capa de sorra al sòl del bosc semblava tenir un efecte negatiu en la producció del cos de fruites, però estudis anteriors van informar de resultats contradictoris. Un estudi lituà realitzat l'any 2001 va concloure que la taxa de creixement diària màxima del límit (uns 21 mm) es va produir quan la humitat relativa de l'aire era més gran, i els cossos fruiters van deixar de créixer quan la humitat de l'aire va baixar per sota del 40%. Els factors amb més probabilitats d'inhibir l'aparició de cossos de fruita inclouen sequera prolongada, humitat inadequada de l'aire i del sòl, disminucions sobtades de la temperatura de l'aire nocturn i l'aparició de la primera gelada. Les parcel·les orientades al nord tendeixen a produir més bolets en comparació amb les parcel·les equivalents orientades al sud.

### Associacions micorríziques
El cep és micorrízic: es troba en una relació mutualista amb les arrels de les plantes (hostes), en què el fong intercanvia nitrogen i altres nutrients extrets del medi per carboni fix de l'hoste. Altres beneficis per a la planta són evidents: en el cas de la castanya xinesa, la formació de micorrizes amb B. edulis augmenta la capacitat de les plàntules de plantes per resistir l'estrès hídric i augmenta la suculència de les fulles, l'àrea de les fulles i la capacitat de retenció d'aigua. El fong forma una funda de teixit al voltant de les puntes de les arrels terminals que absorbeixen nutrients, sovint induint un alt grau de ramificació a les puntes de l'hoste, i penetrant al teixit de l'arrel, formant, per a alguns micòlegs, la característica definidora de les relacions ectomicorríziques, una xarxa hartig. Aleshores, els fongs ectomicorízics són capaços d'intercanviar nutrients amb la planta, ampliant eficaçment el sistema radicular de la planta hoste fins als límits més llunyans dels fongs simbionts. Els hostes compatibles poden pertànyer a múltiples famílies de plantes vasculars que es troben àmpliament distribuïdes per tot l'hemisferi nord; segons una estimació de 1995, hi ha almenys 30 espècies de plantes hostes distribuïdes en més de 15 gèneres. Exemples d'associats micorrízics inclouen el pi roig xinès, el pi ploró mexicà, el pi roig, l'avet de Noruega, l'avet de Douglas, el pi de muntanya i el pi de Virgínia. També s'ha demostrat que el fong s'associa amb la jara de goma, un arbust pioner en fase inicial que s'adapta per al creixement en zones degradades, com els boscos cremats. Aquestes i altres espècies de jara són ecològicament importants com a reservoris de fongs, mantenint un inòcul de fongs micorrízics per als arbres que apareixen més tard en el cicle de regeneració del bosc.
S'ha observat que el bolet sovint coexisteix amb Amanita muscaria o A. rubescens, tot i que no és clar si això es deu a una associació biològica entre les espècies, o per similituds en l'època de creixement, hàbitat i requisits ecològics. També s'ha informat d'una associació entre B. edulis i Amanita excelsa a Pinus radiata ectomycorrhizae a Nova Zelanda, cosa que suggereix que altres fongs poden influir en el cicle vital dels ceps. Un estudi de camp del 2007 va revelar poca correlació entre l'abundància de cossos fruiters i la presència dels seus micelis sota terra, fins i tot quan es van prendre mostres de sòl directament sota el bolet; l'estudi va concloure que els desencadenants que condueixen a la formació de micorrizes i la producció dels cossos fruiters eren més complexos.

### Contaminació per metalls pesants
Se sap que el cep, és capaç de tolerar i fins i tot prosperar en sòls contaminats amb metalls pesants tòxics, com ara sòls que es poden trobar a prop de les foses de metalls. La resistència del bolet a la toxicitat dels metalls pesants la confereix un bioquímic anomenat fitoquelatina, un oligopèptid la producció del qual s'indueix després de l'exposició al metall.

### Plagues i depredadors
Els cossos fruiters del cep pot estar infectat pel fong paràsit semblant al motlle Hypomyces chrysospermus, conegut com el menjador de bolets, que es manifesta com una capa cotonosa de color blanc, groc o marró vermellós sobre la superfície del bolet. Alguns casos reportats de mal d'estómac després del consum de ceps secs s'han atribuït a la presència d'aquesta floridura en els cossos fruiters. El bolet també és utilitzat com a font d'aliment per diverses espècies de mosques de bolets, així com per altres insectes i les seves larves. Es va informar que una espècie de virus no identificada tenia exemplars infectats trobats als Països Baixos i a Itàlia; Els cossos fruiters afectats pel virus tenien tiges relativament gruixudes i capes petites o nul·les, la qual cosa va donar lloc al nom de "malaltia de la tapa petita".
El cep és una font d'aliment per a animals com el llimac de plàtan (Ariolimax columbianus), el ratolí sedós pèl-llarg, l'esquirol vermell, i, com s'ha assenyalat en un informe aïllat, el sit vulpí rogenc.

## Usos culinaris

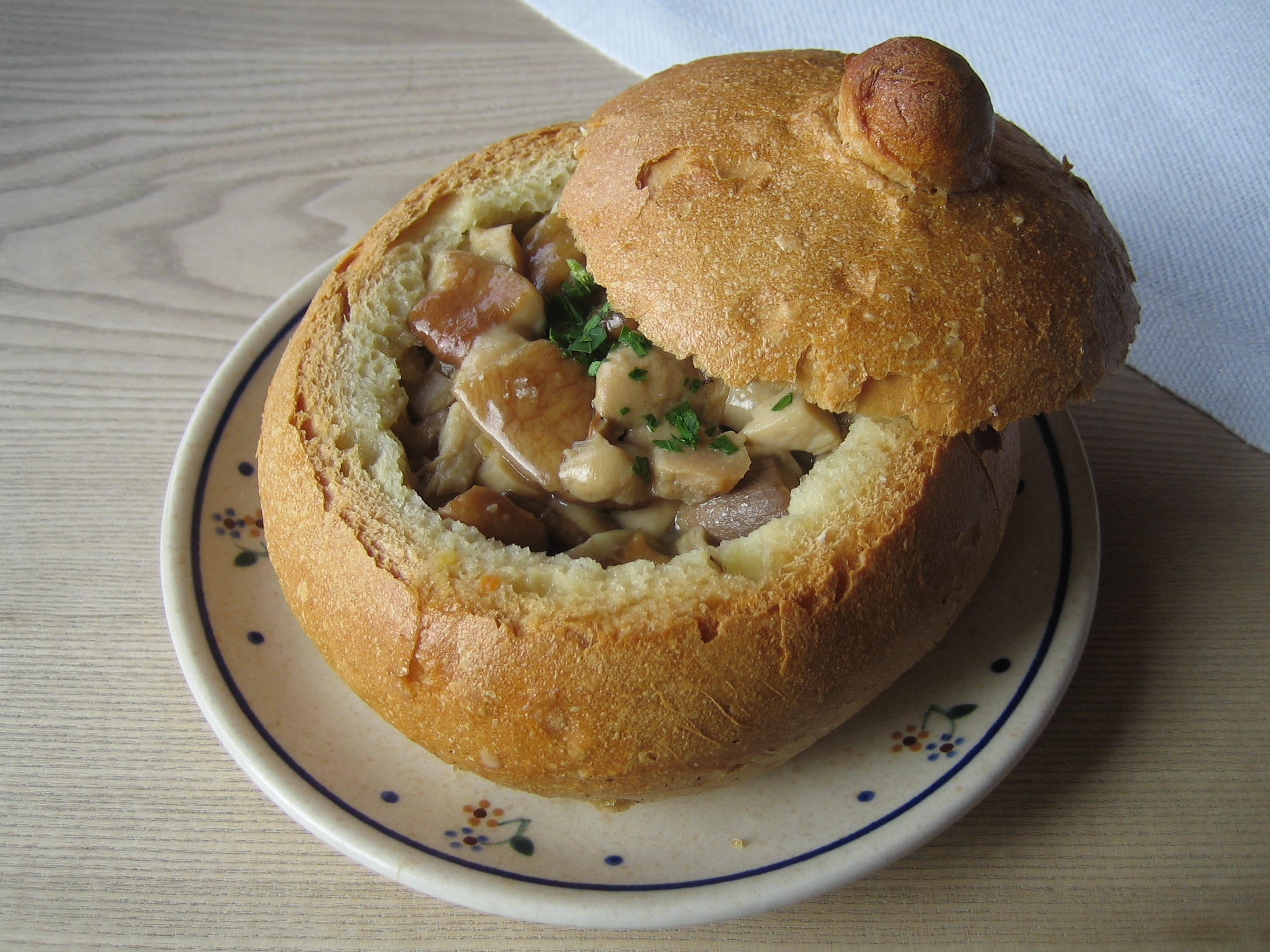
Sopa de xampinyons i fideus servida en un bol de pa en un restaurant polonès

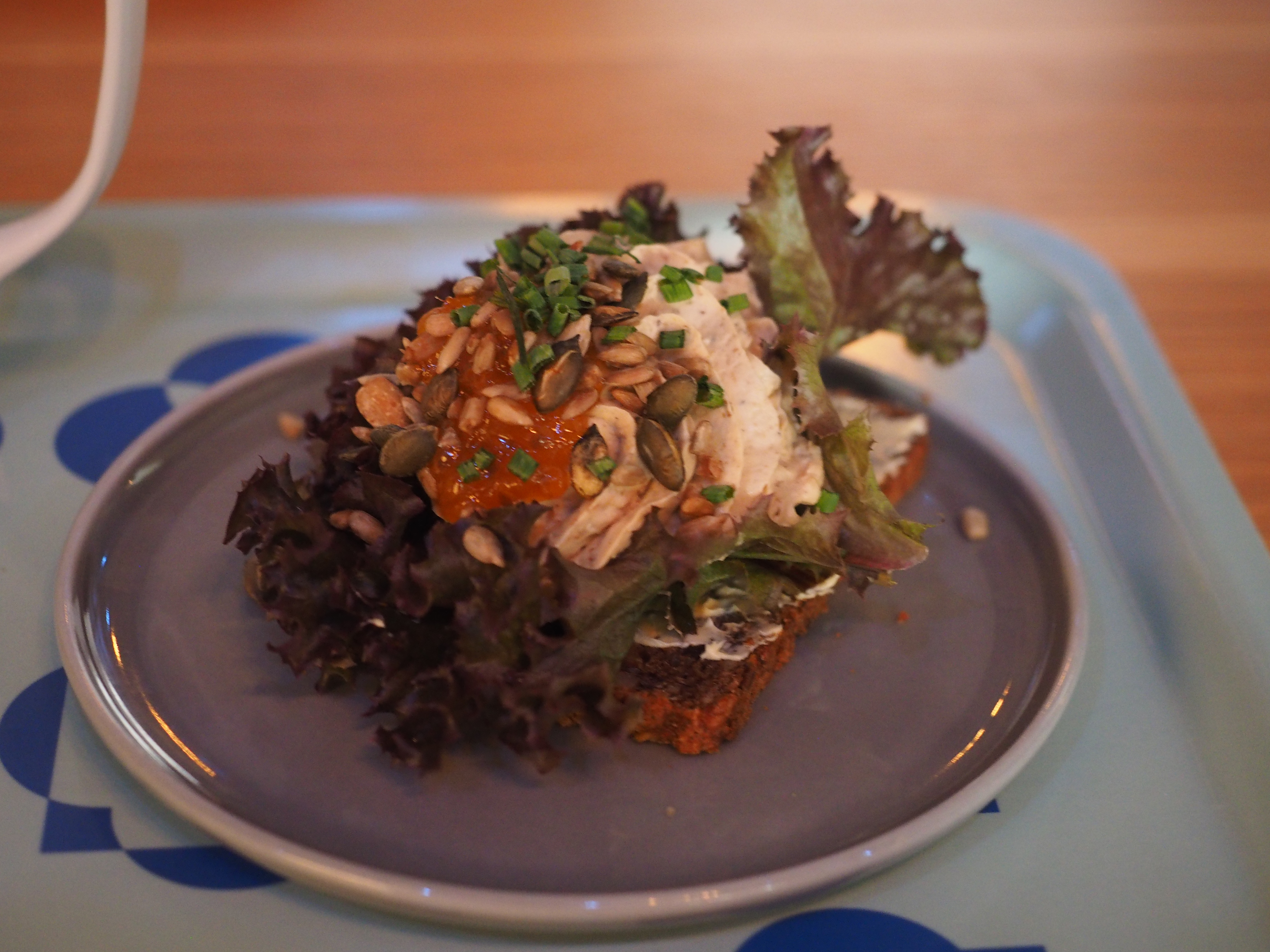
Un entrepà de bolets porcini a Estocolm, Suècia

Boletus edulis, com l'epítet d'espècie edulis (llatí: edible) indica, és un bolet comestible. El xef i restaurador italià Antonio Carluccio l'ha descrit com "el bolet per excel·lència", i l'aclama com el fong més gratificant de tots els de la cuina pel seu gust i versatilitat. Considerat com una opció comestible, particularment a França, Alemanya, Polònia i Itàlia, va ser àmpliament escrit pels escriptors romans Plini el Vell i Marcial, encara que es va classificar per sota de l'estima Reig (Ou de reig). Quan li van servir suilli  en comptes de boleti, el descontent Marcial va escriure:
| «          | sunt tibi boleti; fungos ego sumo suillos (Ep. iii. 60) ("Vostè mengi el boletus triat, jo tinc bolets que mengen els porcs"). | » |
| — Marcial, | |   |

El sabor dels ceps s'ha descrit com a nou i lleugerament carnós, amb una textura suau i cremosa i una aroma distintiva que recorda la massa mare. Els ceps joves i petits són els més apreciats, ja que els grans sovint alberguen cucs (larves d'insectes) i es tornen viscosos, suaus i menys saborosos amb l'edat. Els cossos fruiters es recullen subjectant l'estípit a prop de la base i girant suaument. Tallar l'estípit amb un ganivet pot posar el risc que la part que queda enrere es podreixi i es destrueixi el miceli. No es recomana pelar i rentar. Els cossos fruiters són altament peribles, degut en gran part a l'alt contingut en aigua (al voltant del 90%), a l'elevat nivell d'activitat enzimàtica i a la presència d'una flora de microorganismes. S'ha de tenir precaució en la recollida d'exemplars de llocs potencialment contaminats o contaminats, ja que diversos estudis han demostrat que els cossos fruiters poden bioacumular metalls pesants tòxics com el mercuri, cadmi, cesi i poloni. Els metalls bioacumulats o els productes radioactius de la desintegració de la fissió són com signatures químiques: l'anàlisi química i radioquímica es pot utilitzar per identificar l'origen dels exemplars importats, i per al seguiment radioecològic a llarg termini de les zones contaminades.
Els ceps es venen frescos a l'estiu i la tardor als mercats d'Europa i Rússia, i assecats o en conserva en altres èpoques de l'any, i es distribueixen arreu del món a països on no es troben d'una altra manera. Es mengen i es gaudeixen crus, saltats amb mantega, triturats en pasta, en sopes i en molts altres plats. A França s'utilitzen en receptes com cèpes à la Bordelaise, cèpe frits i cèpe aux tomates. El risotto de cep és un plat tradicional italià de tardor. Els ceps són una característica de moltes cuines, incloent-hi la provençal, i la vienesa. A Tailàndia s'utilitzen en sopes i es consumeixen blanquejats en amanides. Els ceps també es poden congelar, siguin crus o després de cuinar-los amb mantega. El color, l'aroma i el gust dels ceps es deterioren notablement després de quatre mesos de congelació. El blanqueig (o remull i blanqueig) com a pas de processament abans de la congelació pot allargar la vida al congelador fins a dotze mesos. També són una de les poques espècies venudes comercialment com a bolets en vinagre.

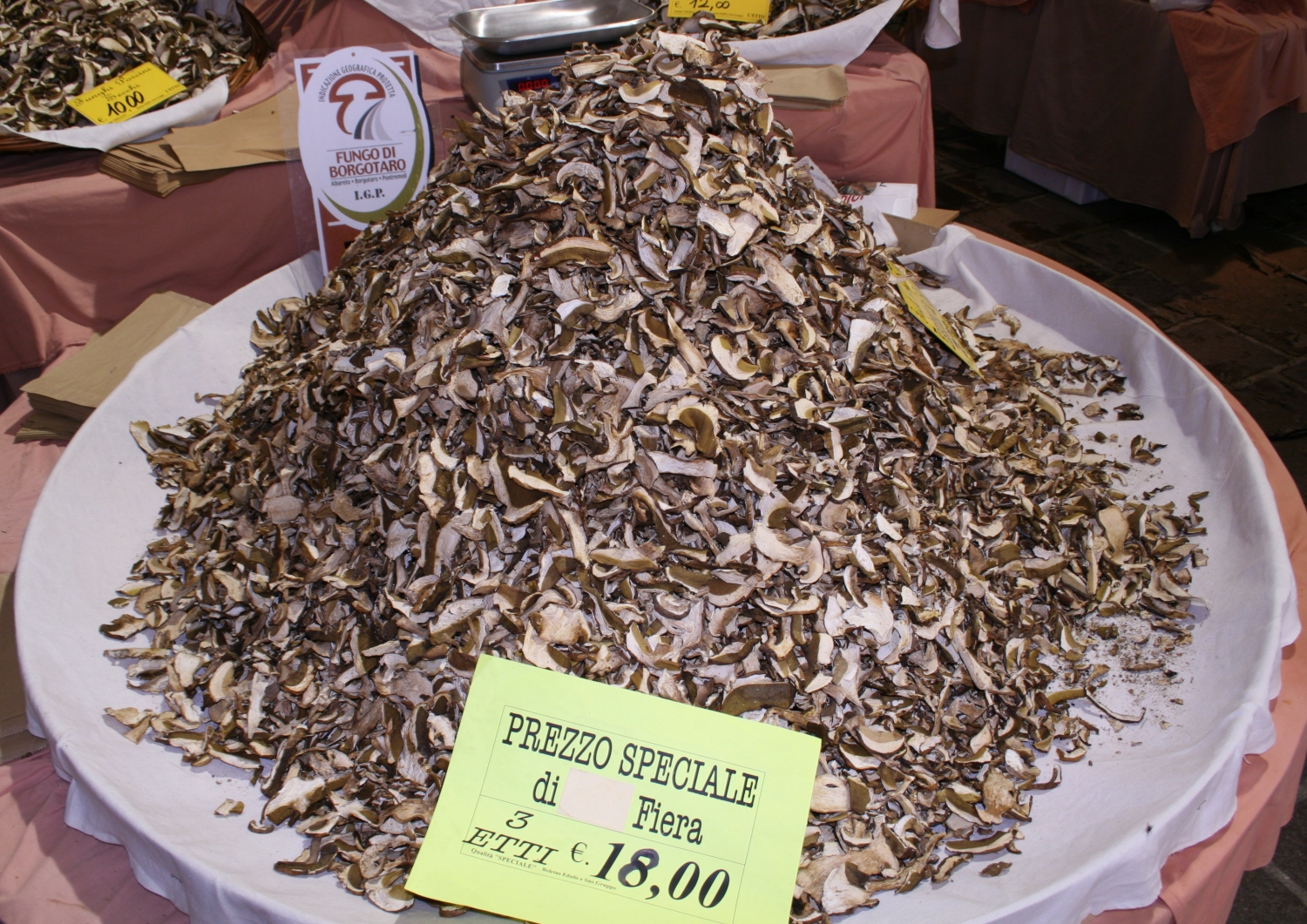
Un munt de ceps secs al festival del cep de Borgotaro a Itàlia

### Assecament
El cep és molt adequat per a l'assecament: el seu sabor s'intensifica, es reconstitueix fàcilment i la textura resultant és agradable. La reconstitució es fa remullant en aigua calenta, però no bullint, durant uns vint minuts; l'aigua utilitzada s'infusiona amb l'aroma de bolets i també es pot utilitzar en la cocció posterior. Els ceps secs tenen més proteïnes que la majoria de les altres verdures de consum habitual, a part de la soja. Algunes de les seves proteïnes no són digeribles, encara que la digestibilitat es millora amb la cocció.
Com altres bolets, els ceps es poden assecar col·locant-los per separat amb un fil i penjats prop del sostre d'una cuina. Alternativament, els bolets es poden assecar netejant amb un raspall (no es recomana rentar-los) i després col·locar-los en una cistella de vímet o un vapor de bambú a sobre d'una caldera o un dipòsit d'aigua calenta. Un altre mètode és assecar al forn entre 25 a 30 °C  durant dues o tres hores i després augmentar la temperatura a 50 °C fins que estigui cruixent o trencadís. Un cop secs, s'han de guardar en un recipient hermètic. Important per a la producció comercial, Els ceps conserven el seu sabor després de la preparació industrial a l'olla de pressió o després de l'enllaunament o l'embotellament, i per tant són útils per als fabricants de sopes o guisats. L'addició d'uns quants trossos de cep sec pot aportar sabor significativament, i són un ingredient principal de la salsa de pasta coneguda com a carrettiera (salsa de carter). Se sap que el procés d'assecament indueix la formació de diverses substàncies volàtils que contribueixen a l'aroma del bolet. L'anàlisi química ha demostrat que l'olor del bolet sec és una barreja complexa de 53 compostos volàtils.

### Collita per la comercialització

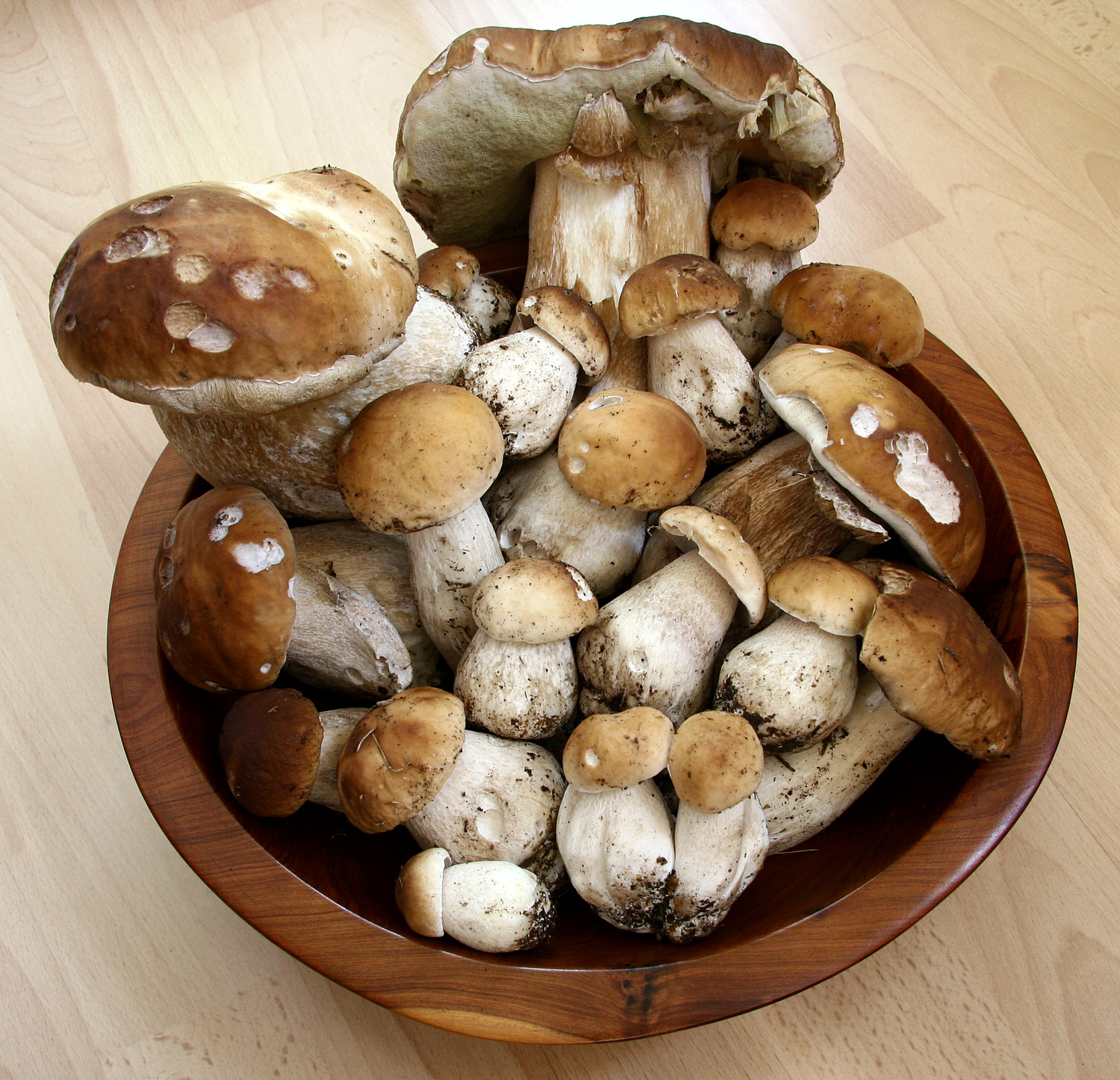
Els ceps poden variar considerablement de mida.

Una estimació de 1998 va suggerir que el consum mundial anual total de ceps i espècies estretament relacionades (B. aereus, B. pinophilus i B. reticulatus) era entre 20.000 i 100.000 tones. Aproximadament 2.700 tones (3.000 tones ) es van vendre a França, Itàlia i Alemanya el 1988, segons dades oficials. La quantitat real consumida supera amb escreix aquesta, ja que les xifres oficials de vendes no tenien en compte les vendes informals ni el consum dels recol·lectors. S'exporten i venen àmpliament en forma seca, arribant a països on no es troben de forma natural, com Austràlia i Nova Zelanda. La comunitat autònoma de Castella i Lleó a Espanya en produeix 7.700 tones (8.500 tones) anuals. A la tardor, el preu dels ceps a l'hemisferi nord normalment oscil·la entre els 20 i els 80 euros per quilogram, tot i que a Nova York l'any 1997 el preu a l'engròs va pujar a més de 200 dòlars per quilo a causa de l'escassetat.
Als voltants de Borgotaro, a la província de Parma, al nord d'Itàlia, les quatre espècies Boletus edulis, B. aereus, B. aestivalis i B. pinophilus han estat reconeguts pel seu sabor superior i oficialment anomenats Fungo di Borgotaro. Alla aquests bolets s'han recollit durant segles i s'han exportat comercialment. A causa de la globalització del comerç de bolets, la majoria dels ceps disponibles comercialment a Itàlia o exportats per Itàlia ja no s'originen allà. Els ceps i altres bolets també s'importen a Itàlia des de diversos llocs, especialment la Xina i els països de l'est d'Europa; sovint es reexporten sota l'etiqueta "porcini italians".
A Itàlia la desconnexió amb la producció local ha tingut un efecte advers en la qualitat; per exemple, a la dècada de 1990, alguns dels bolets secs exportats a Itàlia des de la Xina contenien espècies del gènere Tylopilus, que són força semblants en aparença i, quan s'assequen, són difícils de distingir tant per als treballadors de bolets com per als micòlegs de Boletus. Les espècies de Tylopilus solen tenir un gust molt amarg, que s'imparteix al sabor dels ceps amb què es barregen.
Després de la caiguda del teló d'acer i la posterior reducció de les barreres econòmiques i polítiques, els països d'Europa central i oriental amb tradicions locals de recol·lecció de bolets, com Albània, Bulgària, Macedònia, Romania, Sèrbia i Eslovènia, es van convertir en exportadors de ceps, concentrant-se principalment. al mercat italià. Els ceps i altres fongs salvatges d'aquests països també es destinen a França, Alemanya i altres mercats d'Europa occidental, on hi ha demanda però no la recollida a escala comercial. El B. edulis s'ha convertit en un generador d'ingressos anuals i un passatemps a països com Bulgària, especialment per a moltes comunitats gitanes i els aturats. La manca de control de la collita ha provocat una gran explotació del recurs boletaire.
Com molts altres fongs estrictament micorrízics, B. edulis ha eludit els intents de cultiu durant anys. Els resultats d'alguns estudis suggereixen que els components desconeguts de la microflora del sòl podrien ser necessaris per a B. edulis per establir una relació micorrízica amb la planta hoste. Intents reeixits de conrear B. edulis han estat fets per científics espanyols per micorrització d'espècies Cistus, amb Pseudomonas. bacteris fluorescens que ajuden a la micorriza.

## Nutrició
Els bolets Boletus edulis són un 9% d'hidrats de carboni, un 3% de greixos i un 7% de proteïnes (taula). Els bolets frescos consisteixen en més d'un 80% d'humitat, encara que els valors reportats tendeixen a diferir una mica, ja que el contingut d'humitat es pot veure afectat per la temperatura ambiental i la humitat relativa durant el creixement i l'emmagatzematge. El component carbohidrat conté els monosacàrids glucosa, manitol i α,α-trehalosa, el polisacàrid glicogen i el polisacàrid estructural quitina insoluble en aigua, que representa fins al 80-90% de la matèria seca a les parets cel·lulars dels bolets. La quitina, l'hemicel·lulosa i els hidrats de carboni semblants a la pectina, tots indigeribles pels humans, contribueixen a l'alta proporció de fibra insoluble a B. edulis.
El contingut total de lípids, o greix brut, constitueix el 3% de la matèria seca del bolet. La proporció d'àcids grassos (expressada com a % dels àcids grassos totals) són: àcid linoleic 42%, àcid oleic 36%, àcid palmític 10% i àcid esteàric 3%.
Un estudi comparatiu de la composició d'aminoàcids d'onze espècies de bolets comestibles silvestres portuguesos va mostrar que Boletus edulis tenia el contingut total d'aminoàcids més alt.
Els ceps  són rics en minerals dietètics, sodi, ferro, calci i magnesi, amb quantitats que varien segons el component del bolet i la composició del sòl a la regió geogràfica de la Xina on es van mostrejar. També tenen un alt contingut en vitamines B i tocoferols. el cep conté quantitats apreciables de seleni, un mineral traça, encara que la biodisponibilitat del seleni derivat dels bolets és baixa.

## Fitoquímics i investigació

Les fitoquelatines donen a B. edulis resistència als metalls pesants tòxics com el cadmi.

Els cossos fruiters de Boletus edulis contenen diversos fitoquímics, inclosos 500 mg d'ergosterol per 100 g de bolets secs, i ergotioneïna. Els cossos fruiters contenen nombrosos polifenols, especialment un alt contingut d'àcid rosmarínic, i àcids orgànics (com els àcids oxàlic, cítric, màlic, succínic i fumàric), i alcaloides.

### Aroma
Els compostos aromàtics que donen als bolets B. edulis la seva fragància característica inclouen uns 100 components, com èsters i àcids grassos. En un estudi de compostos aromàtics, l'1-octen-3-ona va ser la substància química més freqüent detectada en bolets crus, amb pirazines que tenien un efecte d'aroma augmentat i un contingut elevat després de l'assecament.

## Perill de confusió
Del mateix gènere del Boletus edulis és el mataparent (Boletus satanas), un bolet tòxic.

## Galeria d'imatges

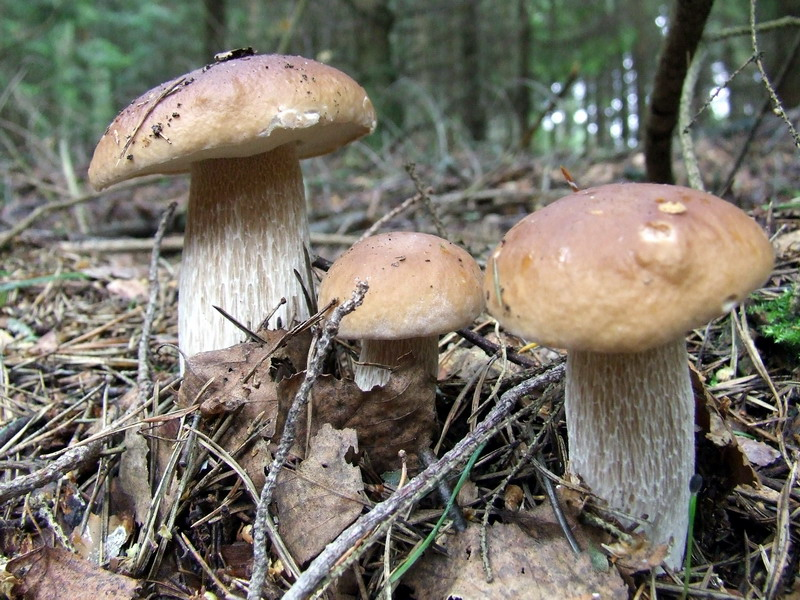
Grup de ceps
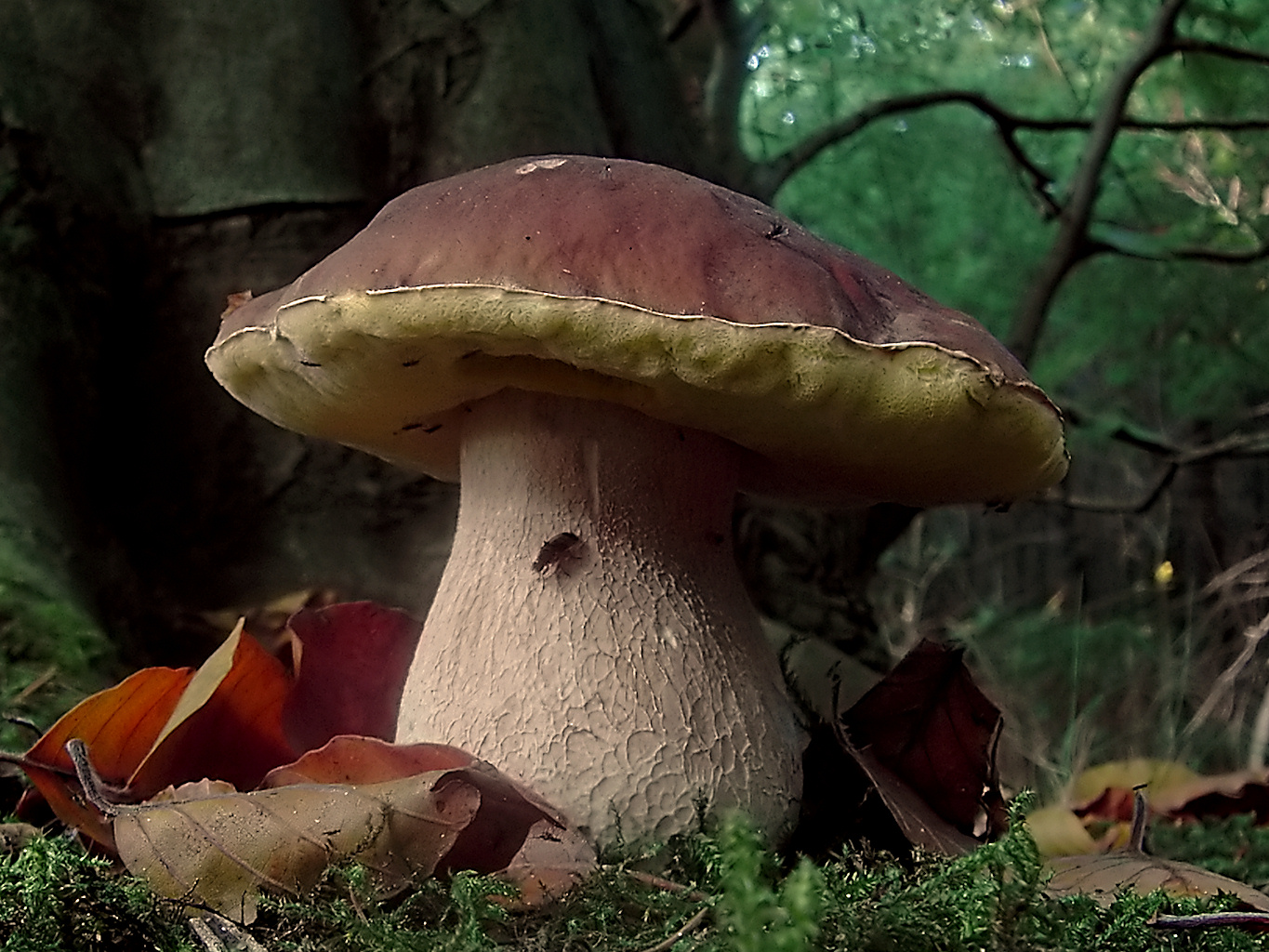
Imatge d'un cep
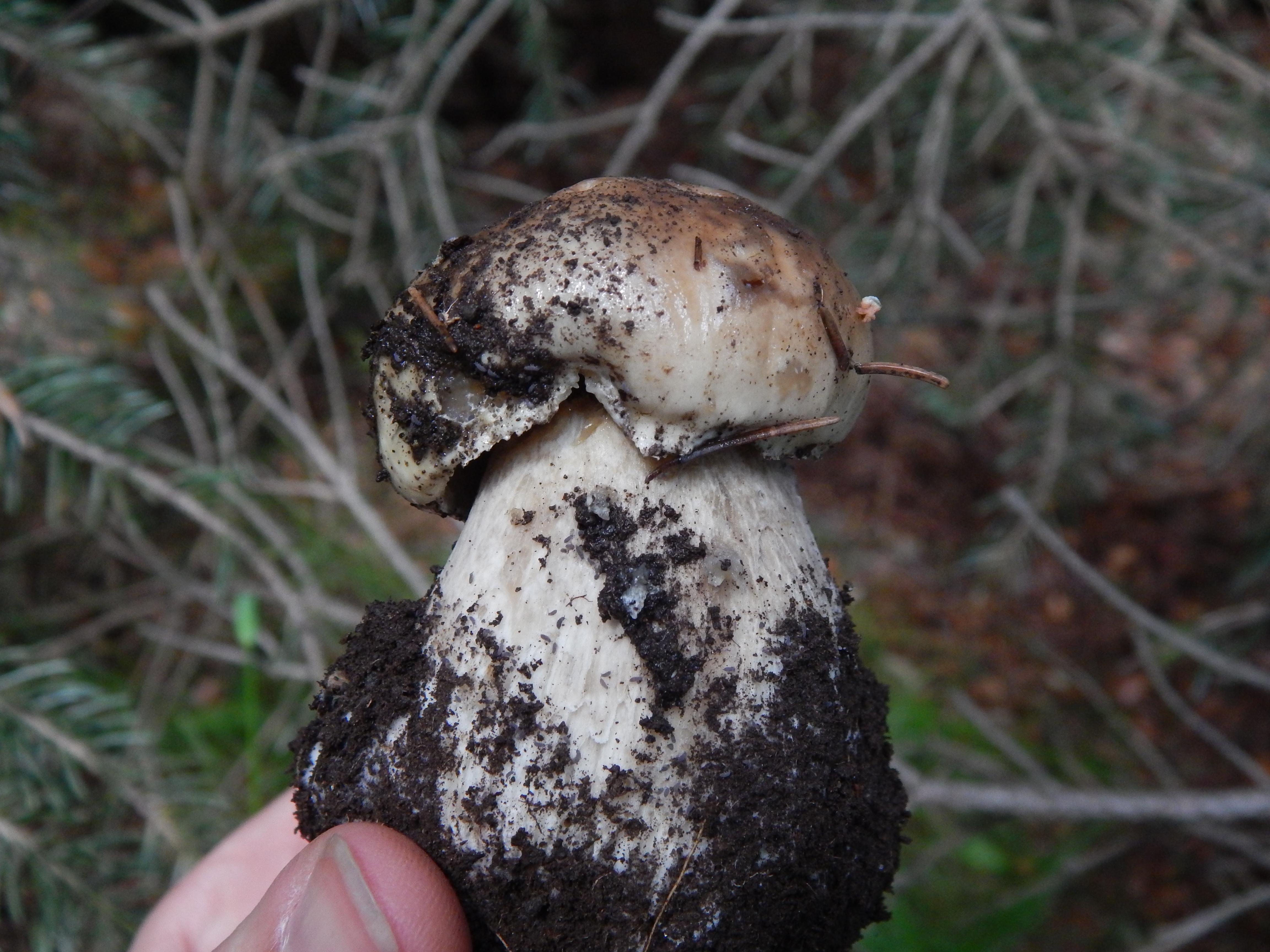
Cep
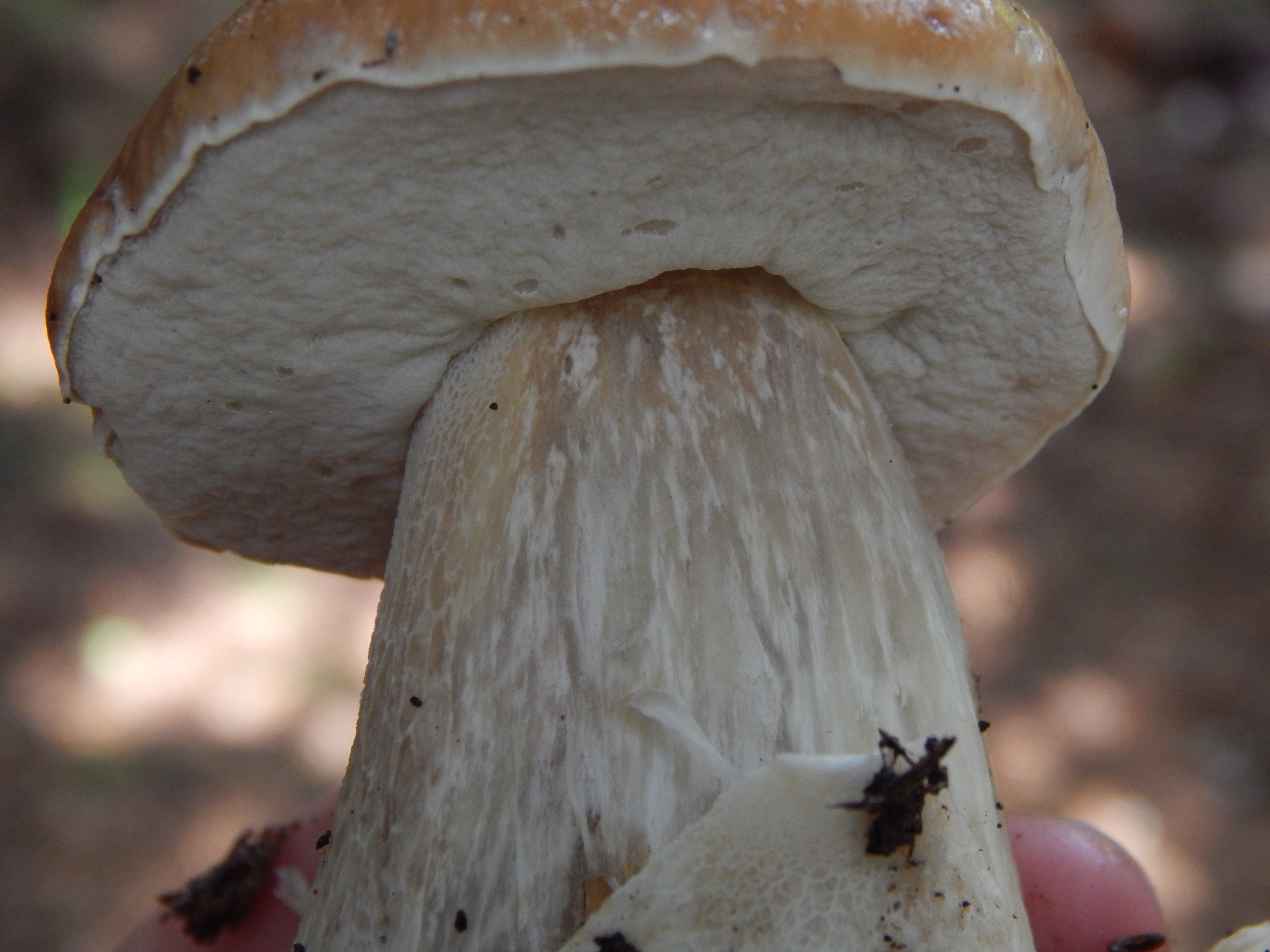
Cep
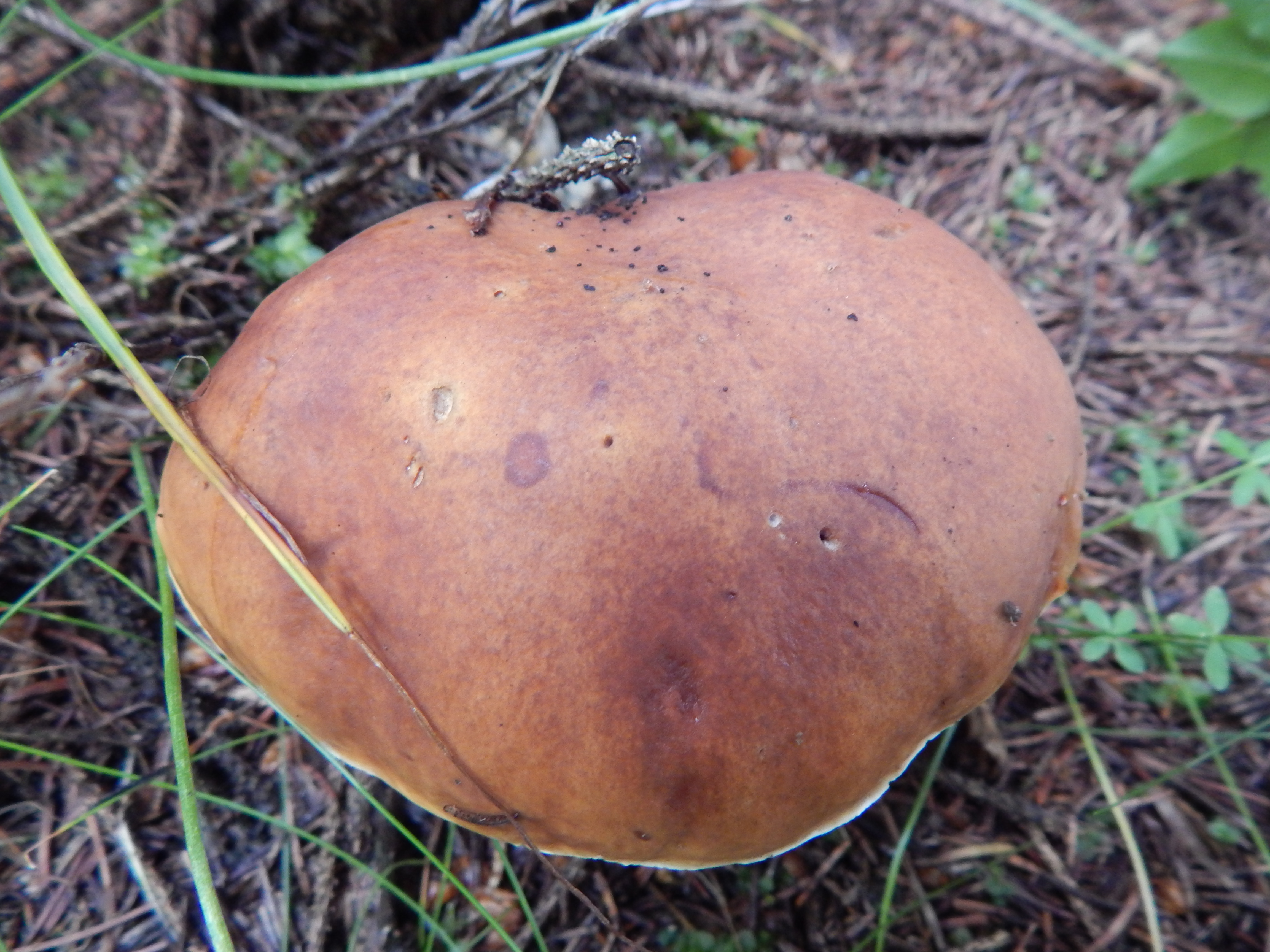
Cep